# Tríada fosca

La tríada fosca, tres trets de personalitat antisocial: narcisisme, maquiavel·lisme i psicopatia

En psicologia, la tríada fosca comprèn els trets de personalitat del narcisisme, el maquiavel·lisme i la psicopatia. S'anomena «fosca» per les seves qualitats malèvoles.
La investigació sobre la tríada fosca s'utilitza en psicologia aplicada, especialment en els camps de l'aplicació de la llei, la psicologia clínica i la gestió empresarial. Les persones que obtenen una puntuació alta en aquests trets tenen més probabilitats de cometre delictes, causar angoixa social i crear problemes greus per a les organitzacions, especialment si ocupen llocs de lideratge. També solen ser menys compassius, agradables, empàtics, satisfets amb les seves vides i menys propensos a creure que ells i els altres són bons.
Els tres trets de la tríada fosca són conceptualment diferents, encara que l'evidència empírica mostra que se superposen. S'associen amb un estil interpersonal insensible-manipulatiu.
- El «narcisisme» es caracteritza per la grandiositat, l'orgull, l'egoisme i la manca d'empatia.[11]
- El «maquiavel·lisme» es caracteritza per la manipulació i l'explotació dels altres, l'absència de moralitat, la crueltat sense emocions i un nivell més alt d'interès propi.[12]

- La «psicopatia» es caracteritza per un comportament antisocial continu, impulsivitat, egoisme, trets insensibles i poc emocionals,[13] i sense remordiment.[14]

Una anàlisi factorial va trobar que entre els «cinc grans trets de la personalitat», la baixa amabilitat és el correlacionat més fort de la tríada fosca, mentre que el neuroticisme i la manca de consciència es van associar amb alguns dels membres de la tríada fosca. L'amabilitat i la tríada fosca mostren un canvi correlacionat amb el desenvolupament.

## Components
Els trets de la tríada fosca tenen una superposició teòrica i empírica significativa. Tots tres trets comparteixen característiques com la manca d'empatia, l'hostilitat interpersonal, i l'ofensivitat interpersonal.
S'han desenvolupat una sèrie de mesures per mesurar els tres trets de la tríada fosca simultàniament, com la «Dirty Dozen» i la «Short Dark Triad» (SD3). La majoria d'aquestes mesures són d'estil de qüestionari i d'autoresposta o de resposta de l'observador (per exemple, puntuacions de supervisors o companys de feina). Tots dos mètodes poden resultar problemàtics quan s'intenta mesurar qualsevol tret socialment aversiu. Les persones que responen a si mateixes poden estar motivades per mentir, i amb les respostes dels observadors, especialment per al maquiavel·lisme, els individus que són hàbils per enganyar i manipular els altres haurien de ser percebuts com a poc enganyats i manipulats per part dels altres, donant lloc a valoracions inexactes.
Malgrat aquests reptes i els punts comuns reconeguts entre els trets de la tríada fosca, hi ha proves que els tres trets són diferents.

### Narcisisme
Els individus que puntuen alt en narcisisme mostren grandiositat, dret, domini i superioritat. S'ha trobat que el narcisisme es correlaciona positivament amb l'extraversió i l'obertura i negativament amb l'amabilitat. També s'ha trobat que el narcisisme té una correlació significativa amb la psicopatia (el narcisisme maligne).
L'avaluació del narcisisme va requerir entrevistes clíniques fins que Raskin i Hall van crear el popular «Narcissistic Personality Inventory» (NPI) l'any 1979. Des del NPI, han sorgit diverses altres mesures que intenten proporcionar alternatives d'autoinforme per a l'avaluació del trastorn de la personalitat. A més, s'han desenvolupat nous instruments per estudiar el narcisisme patològic en contraposició al narcisisme grandiós, que és el que molts argumenten les mesures del NPI.

### Maquiavel·lisme
Les persones que puntuen alt en aquest tret (que porta el nom de la filosofia política de Nicolau Maquiavel), són fredes, manquen de moralitat i estan excessivament motivades per l'interès propi. Consideren la manipulació interpersonal com la clau de l'èxit de la vida i es comporten en conseqüència. Els individus als quals es mesura que tenen un alt nivell de maquiavel·lisme tendeixen a tenir una baixa amabilitat i consciència. El maquiavel·lisme també es correlaciona amb la psicopatia.
La versió original publicada del «Mach-IV» és la mesura més utilitzada en la recerca empírica.

### Psicopatia
La psicopatia es considera la més malèvola de la tríada fosca. Els individus que puntuen alt en psicopatia mostren nivells baixos d'empatia i alts nivells d'impulsivitat i recerca d'emocions. Pel que fa als «cinc grans trets de la personalitat», s'ha trobat que la psicopatia es correlaciona negativament amb l'amabilitat i la consciència.
La psicopatia no es va estudiar formalment fins a la dècada del 1970 amb els esforços pioners de Robert Hare, la seva «Psychopathy Checklist» (PCL) i la seva revisió (PCL-R). Hare va assenyalar que demanar als psicòpates que s'autoinformen sobre qüestions psicològicament importants no necessàriament proporciona dades precises o imparcials. No obstant això, s'han fet esforços per estudiar la psicopatia en l'àmbit dimensional mitjançant instruments autoinformats, com amb les «Escales de psicopatia primària i secundària de Levenson», l'«Inventari de la personalitat psicopàtica» i l'«Escala d'autoinforme de psicopatia».

### El nucli fosc de la personalitat (elFactor D)
El «nucli fosc de la personalitat» o «factor D» és el tret de la personalitat proposat per subjacent a tots els altres trets de personalitat fosca.
El factor D es defineix com: «La tendència general a maximitzar la pròpia utilitat individual ignorant, acceptant o provocant malevolment la desutilitat per als altres, acompanyada de creences que serveixen de justificació.»
La investigació sobre el factor D suggereix una manifestació en molts comportaments i actituds qüestionables moralment i èticament. La investigació sobre el factor D pretén que els trets bàsics de la tríada fosca es puguin reduir a un únic tret fosc que englobi tots els altres. Això no és cert del tot, perquè qualsevol tret fosc es reduirà a almenys un dels trets que defineixen la tríada fosca. Per exemple, les persones que puntuen alt en narcisisme poden justificar les seves creences de superioritat, i aquelles que poden puntuar alt en sadisme poden justificar la seva utilitat provocant desutilitat en els altres. En resum, sembla que hi ha un nucli comú de diferències individuals en totes les mesures dels trets de la tríada fosca.

## Altres formes
S'han proposat altres agrupacions de trets de personalitat foscos.

### Tètrada fosca
Diversos investigadors han suggerit expandir la tríada fosca per contenir un quart tret fosc: el sadisme. Es defineix com «el gaudi de la crueltat», i és l'afegit més comú. Tot i que el sadisme està altament correlacionat amb la tríada fosca, els investigadors han demostrat que el sadisme prediu un comportament antisocial més enllà de la tríada fosca. El sadisme comparteix característiques comunes amb la psicopatia i el comportament antisocial (manca d'empatia, predisposició per a la implicació emocional, infligir patiment), tot i que [Reidy et al. 2011] van demostrar que el sadisme va predir de manera distintiva l'agressió no provocada separada de la psicopatia.
A més, el sadisme va predir un comportament delinqüent per separat dels altres trets de la tríada fosca a l'hora d'avaluar els estudiants de secundària.
Els comportaments nocius contra els éssers vius, les disposicions amorals brutals i destructives i la reincidència criminal també eren predits de manera més destacada pel sadisme que els trets psicopàtics.
Els estudis sobre com els sàdics obtenen plaer de la crueltat als subjectes es van aplicar per provar persones que posseïen trets de tríada fosca. Els resultats van mostrar que només les persones que presentaven trets de sadisme obtenien una sensació de plaer dels actes de crueltat, i van concloure que el sadisme engloba trets clarament cruels no coberts per la resta de la tríada fosca, per tant mereixedor de la seva posició dins de la «tètrada fosca».

### Tríada fosca vulnerable
La «tríada fosca vulnerable» comprèn tres construccions relacionades i similars: el narcisisme vulnerable, la sociopatia i el trastorn límit de la personalitat. Un estudi va trobar que aquests tres constructes estan significativament relacionats entre si i manifesten xarxes nomològiques similars. Encara que els membres vulnerables de la tríada fosca estan relacionats amb l'emotivitat negativa i els estils interpersonals antagònics, també estan relacionats amb la introversió i la desinhibició; no obstant això, aquestes troballes es basen en gran manera en els informes de pares d'estudiants de raça blanca de grau més que en la informació obtinguda de l'avaluació clínica.

## Trastorns psiquiàtrics
En general, els metges consideren el narcisisme i la psicopatia com a patològics. Donat el model dimensional del narcisisme i la psicopatia, aquests trets són presents a nivell subclínic (on una persona està a prop de complir els criteris de diagnòstic) a la població general; les persones amb trets subclínics es poden identificar mitjançant avaluacions d'autoinforme adequades per a la població general. A la població general, les taxes de prevalença de psicopatia subclínica i clínica s'estimen al voltant de l'1% i el 0,2%, respectivament.
El maquiavel·lisme no s'ha fet mai referència en cap versió del Manual diagnòstic i estadístic dels trastorns mentals (DSM-MD. S'ha tractat estrictament com una construcció de personalitat. Un estudi del 2016 assenyala que el maquiavel·lisme sembla que no es pot distingir de la psicopatia i que les escales del maquiavel·lisme semblen mesurar el constructe de la psicopatia.

## Comportaments

### En el lloc de treball
Oliver James identifica cadascun dels tres trets de personalitat de la tríada fosca com a habituals en el lloc de treball. [Furnham 2010] ha identificat que la tríada fosca està relacionada amb l'adquisició de posicions de lideratge i la influència interpersonal. En una metaanàlisi dels resultats de la tríada fosca i el lloc de treball, [Jonason, Slomski i Partyka 2012] van trobar que cadascun dels trets de la tríada fosca estava relacionat amb la manipulació en el lloc de treball, però cadascun mitjançant mecanismes únics. Concretament, el maquiavel·lisme es relacionava amb l'ús d'un encant excessiu en la manipulació, el narcisisme amb l'ús de l'aparença física i la psicopatia amb amenaces físiques. Jonason i els seus col·legues també van trobar que els trets foscos de la tríada mediaven completament la relació entre el gènere i la manipulació del lloc de treball. També s'ha trobat que els trets de la tríada fosca estan força ben representats a la direcció i als CEO de nivell superior.

### Trols d'Internet
Estudis recents han trobat que les persones que s'identifiquen com a trols d'Internet tendeixen a tenir trets de personalitat foscos i mostrar signes de sadisme, comportament antisocial, psicopatia i maquiavel·lisme. L'estudi de 2013 va suggerir que hi ha una sèrie de similituds entre les activitats antisocials i de resposta irada, i l'enquesta de 2014 va indicar que el troleig és una manifestació del sadisme quotidià. Tots dos estudis suggereixen que aquest troleig pot estar relacionat amb l'assetjament escolar tant en adolescents com en adults. Un estudi del 2021 va trobar que la influència de la tríada fosca pot estar originada per motius maliciosos i que no hi ha una connexió forta entre tenir aquests trets i participar en el troleig.

### Crim
Els joves que puntuen més alt en trets de la tríada fosca mostren majors quantitats de delinqüència violenta, específicament amb violència interpersonal. Els individus amb un baix autocontrol i trets de tríada fosca van mostrar una delinqüència més general, però un autocontrol més alt va reduir la delinqüència. Un altre estudi va trobar que aquells que han admès haver robat en algun moment de la seva vida puntuen més alt en maquiavel·lisme i psicopatia primària i secundària. Es va demostrar que els més alts en psicopatia i maquiavel·lisme prediuen l'abús psicològic amb violència de parella, però es va trobar que l'amabilitat era el factor principal.

### Cibercrim
Hi ha una clara distinció en els mètodes d'un ciberatac entre cada part de la tríada fosca. La psicopatia es va correlacionar amb velocitats més ràpides de persistència i explotació, el narcisisme es va correlacionar amb una escalació, persistència i extracció de privilegis més ràpides, i el maquiavel·lisme es va correlacionar amb el sigil.
Les persones amb nivells més alts de psicopatia tenen més probabilitats de participar en ciberassetjament, amb certa correlació tant amb el narcisisme com amb el maquiavel·lisme. També es va trobar que els individus amb trets de tríada fosca eren més propensos a cometre actes de frau en línia, amb cada tret amb impactes diferents en els factors. El maquiavel·lisme té impactes en l'oportunitat i la motivació, la psicopatia té impactes en la racionalització i el narcisisme té impactes en les percepcions de la motivació i les capacitats.

## Orígens

### Genètics i ambientals
De manera similar a la investigació sobre els «cinc grans trets de la personalitat», s'han dut a terme estudis de bessons en un esforç per entendre les contribucions relatives dels factors genètics i ambientals en el desenvolupament de trets de la tríada fosca.
S'ha trobat que els tres trets de la tríada fosca tenen components genètics substancials. També s'ha trobat que les relacions observades entre els tres trets, i amb els cinc grans trets, estan fortament impulsades per diferències individuals en els gens. Dins de la tríada, s'ha trobat que la psicopatia i el narcisisme són més heretables que el maquiavel·lisme.
Els factors ambientals contribueixen al desenvolupament dels trets de la tríada fosca, tot i que tenen menys influència que la genètica. Durant la infància i l'adolescència, els factors ambientals que no es comparteixen amb els germans (com els amics o les activitats extraescolars) contribueixen als tres trets de la tríada fosca. Tanmateix, només el maquiavel·lisme està relacionat amb factors ambientals que es comparteixen amb els germans.
Alguns investigadors han interpretat aquestes troballes en el sentit que, dels tres, el maquiavel·lisme és el tret amb més probabilitats de veure's influenciat per l'experiència.

### Evolució
La teoria evolutiva també pot explicar el desenvolupament de trets de la tríada fosca. Malgrat la relació d'aquests trets amb els trastorns clínics, alguns argumenten que les qualitats adaptatives poden acompanyar les inadaptades; la seva freqüència en el conjunt de gens requereix almenys una certa adaptació local. Les versions quotidianes d'aquests trets apareixen en mostres d'estudiants i comunitats, on fins i tot es poden observar nivells elevats entre individus que aconsegueixen portar-se bé en la vida quotidiana. Fins i tot en aquestes mostres, la investigació indica correlacions amb l'agressivitat, el racisme i l'assetjament escolar entre altres formes d'aversions socials.
S'ha argumentat que el comportament evolutiu prediu no només el desenvolupament de personalitats de la tríada fosca, sinó també el seu floriment. De fet, s'ha trobat que els individus que demostren una personalitat de tríada fosca poden tenir un gran èxit a la societat. No obstant això, aquest èxit normalment és de curta durada. El principal argument evolutiu darrere dels trets de la tríada fosca posa l'accent en les estratègies d'aparellament. Aquest argument es basa en la teoria de la història de la vida, que proposa que els individus difereixen en estratègies reproductives; l'èmfasi en l'aparellament s'anomena estratègia de «vida ràpida», mentre que l'èmfasi en la criança s'anomena estratègia «reproductiva lenta». Hi ha algunes evidències que els trets de la tríada fosca estan relacionats amb estratègies d'història de vida ràpida; tanmateix, hi ha hagut alguns resultats contradictoris i no els tres trets de la tríada fosca s'han relacionat amb aquesta estratègia. Un enfocament més detallat ha intentat explicar alguns d'aquests resultats mixts mitjançant l'anàlisi dels trets amb un nivell de detall més fi. Aquests investigadors van trobar que, mentre que alguns components de la tríada fosca estan relacionats amb una estratègia de vida ràpida, altres components estan relacionats amb estratègies reproductives lentes.

#### Estratègia d'aparellament ràpid
Els estudis han suggerit que, de mitjana, els que presenten la tríada fosca de trets de personalitat tenen una estratègia d'aparellament ràpid (teoria de la selecció r/K), informant de més parelles sexuals, actituds més favorables cap al sexe casual, estàndards més baixos en les seves parelles a curt termini, tendència a «robar» o «caçar» les parelles d'altres persones, prendre més riscos en forma d'abús de substàncies, una tendència a preferir petites quantitats de diners a curt termini en lloc de quantitats més grans a llarg termini, un autocontrol limitat i una major incidència de símptomes de TDAH, i una actitud pragmàtica i un estil de joc romàntic. Aquests trets s'han identificat com a part d'una estratègia de vida ràpida que sembla ser promulgada per un enfocament explotador i oportunista de la vida en general i a la feina.
L'evidència és mixta pel que fa al vincle exacte entre la tríada fosca i l'èxit reproductiu. Per exemple, hi ha una manca d'evidència empírica sobre l'èxit reproductiu en el cas de la psicopatia. A més, aquests trets no estan universalment orientats a curt termini ni tots són impulsius. Una gran part de la investigació referida a la tríada fosca citada al paràgraf anterior es basa en procediments estadístics que suposen que la tríada fosca és una única construcció, malgrat l'evidència genètica i metaanalítica del contrari.

#### Atractiu físic
Diversos estudis acadèmics han trobat proves que les persones amb personalitats de tríada fosca són jutjades com una mica més atractives que la mitjana a primera vista. Dos estudis han determinat que això es deu al fet que les persones amb trets de tríada fosca s'esforcen més en la seva aparença, i la diferència d'atractiu desapareix quan «es vesteixen» amb roba informal i sense maquillatge. Altres dos estudis van trobar que només es considerava que els subjectes narcisistes tenien millor aspecte, però els altres trets foscos de la tríada del maquiavel·lisme i la psicopatia no tenien cap correlació amb l'aspecte. Els trets facials associats als trets de la tríada fosca solen considerar-se menys atractius.

## Diferències de grup

### Gènere
La diferència de grup més pronunciada es troba en el gènere; nombrosos estudis han demostrat que els homes tendeixen a puntuar més que les dones en narcisisme, maquiavel·lisme i psicopatia, tot i que la magnitud de la diferència varia segons els trets, els instruments de mesura i l'edat del grup dels participants. Una troballa interessant relacionada amb el narcisisme (encara que es basa en mostres no representatives) és que, tot i que els homes continuen puntuant més alt que les dones, sembla que la bretxa de gènere s'ha reduït considerablement quan es comparen dades de cohorts de 1992 i 2006. Més concretament, l'esmentat anteriorment, els resultats indiquen que hi ha hagut un augment general dels nivells de narcisisme al llarg del temps entre els estudiants universitaris d'ambdós sexes, però comparativament, el nivell mitjà de narcisisme en dones ha augmentat més que el nivell mitjà de narcisisme en homes.

### Raça
Hi ha molta menys informació disponible sobre les diferències de raça en els trets de la tríada fosca, i les dades disponibles no són representatives de la població en general. Per exemple, un estudi de recerca del 2008 amb participants de pregrau va trobar que els caucàsics van informar nivells més alts de narcisisme en comparació amb els asiàtics.
De la mateixa manera, un altre estudi del 2008 amb participants de pregrau va trobar que els caucàsics tendien a puntuar lleugerament més alt que els no-caucàsics en maquiavel·lisme. Quan intenten discernir si hi ha diferències ètniques en la psicopatia, els investigadors han abordat el problema utilitzant diferents instruments de mesura (per exemple, «l'escala de psicopatia d'autoinforme» i «l'inventari de personalitat psicopàtica»), però no s'han trobat diferències de raça independentment de la mesura utilitzada.
A més, quan es van comparar caucàsics i afroamericans de mostres correccionals, d'abús de substàncies i psiquiàtriques (grups amb taxes de prevalença de psicopatia normalment altes), els investigadors no van tornar a trobar diferències significatives de grup en la psicopatia. Tanmateix, en una investigació controvertida realitzada per Richard Lynn, es va trobar una diferència racial substancial en la psicopatia. Lynn proposa «que hi ha diferències racials i ètniques en la personalitat psicopàtica conceptualitzada com un tret distribuït contínuament, de manera que els valors alts del tret estan presents en els negres i els nadius americans, els valors intermedis en els hispans, els valors més baixos en els blancs i els valors més baixos entre els asiàtics orientals». No obstant això, aquesta investigació ha estat molt criticada per no distingir entre psicopatia i altres comportaments antisocials, confondre entre la personalitat i els conceptes de comportament de la psicopatia i suposar en lloc de demostrar les causes genètiques o evolutives de les suposades disparitats.

### La«Generació Jo»
La variable focal a l'hora d'analitzar les diferències generacionals o de cohort en trets de la tríada fosca ha tendit a ser el narcisisme, sorgit de la hipòtesi que l'anomenada «Generació Jo» mostraria nivells de narcisisme més alts que les generacions anteriors. De fet, a partir de les anàlisis de les respostes a l'«Inventari de personalitat narcisista» recollides de més de 16.000 estudiants de grau dels Estats Units d'Amèrica entre 1979 i 2006, es va concloure que els nivells mitjans de narcisisme havien augmentat amb el temps. Es van obtenir resultats similars en un estudi de seguiment que va analitzar els canvis dins de cada campus universitari. Tanmateix, un estudi del 2017 va trobar poques evidències de canvis forts o generalitzats relacionats amb la cohort en la disposició o en les estratègies de comportament, tot i que van trobar alguns indicis que la generació actual és més cínica i menys confiada.
Una perspectiva alternativa va explorar les diferències de grup en la tríada fosca i com es relacionen amb l'emoció positiva. Aplicant el modelatge d'equacions estructurals i l'«Anàlisi de perfils latents», un tipus de model de barreja, per establir patrons en estudiants del Regne Unit, Estats Units d'Amèrica i el Canadà, es van trobar quatre grups: «infeliç no-narcisista», «narcisista vulnerable», «feliç no-narcisista» i «narcisista grandiós». S'han suggerit algunes extrapolacions sobre com una persona podria tractar aquests grups d'individus a la pràctica.

## Relació amb altres models de personalitat

### El«Gran Cinc»
El «model de personalitat de cinc factors» té relacions significatives amb la tríada fosca combinada i amb cadascun dels trets de la tríada fosca. La tríada fosca en general està relacionada negativament amb l'amabilitat i la consciència. Més concretament, el maquiavel·lisme capta una visió sospitosa versus confiada de la naturalesa humana que també és capturada per la «subescala Trust» en el tret d'agradabilitat. L'extraversió capta aspectes similars d'assertivitat, domini i autoimportància com el narcisisme. El narcisisme també està relacionat positivament amb l'esforç d'assoliment i els aspectes competencials de la consciència. La psicopatia té les correlacions més fortes amb aspectes de deliberació i deliberació baixa de la consciència.

### Honestedat-Humilitat

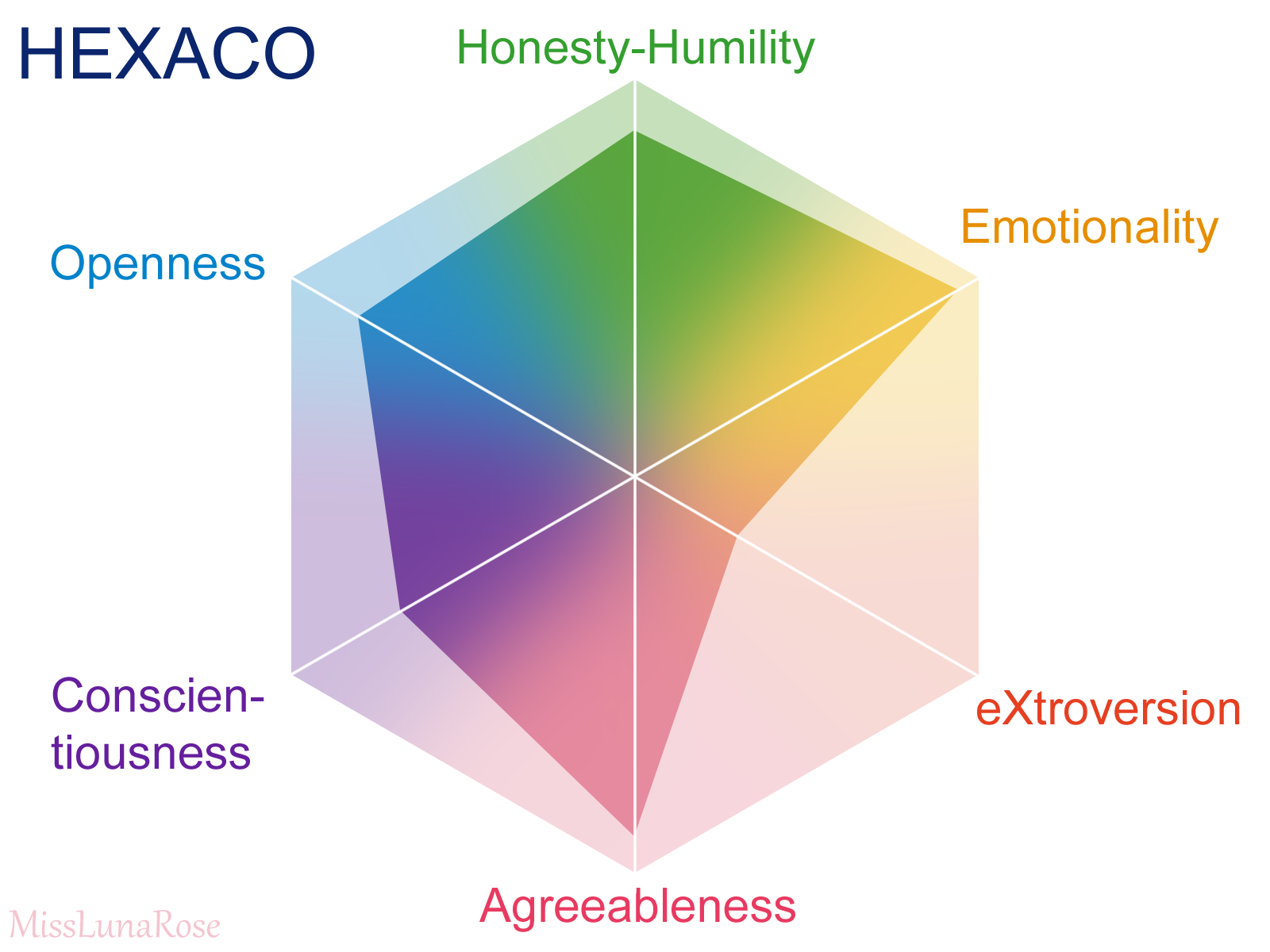
Una visualització de les puntuacions HEXACO

El «Factor honestedat-humilitat» del model de personalitat HEXACO s'utilitza per mesurar la sinceritat, la justícia, l'evitació de la cobdícia i la modèstia. S'ha trobat que l'honestedat-humitat està fortament correlacionada negativament amb els trets de la tríada fosca. De la mateixa manera, els tres trets de la tríada fosca estan fortament correlacionats negativament amb el factor honestedat-humilitat.
La superposició conceptual dels tres trets que representa una tendència a manipular i explotar els altres per a un benefici personal defineix el pol negatiu del factor honestedat-humilitat.
Normalment, qualsevol efecte positiu de la tríada fosca i la baixa honestedat-humitat es produeix a nivell individual, és a dir, els beneficis es confereixen a aquell que té els trets (per exemple, aparellament reeixit, obtenció de posicions de lideratge) i no a altres o a la societat en general.

### Tríada lluminosa
Influenciat per la tríada fosca, Scott Barry Kaufman va proposar una «tríada lluminosa» de trets de personalitat: humanisme, kantisme i fe en la humanitat. Les millors puntuacions en humanisme tenen més probabilitats de valorar la dignitat i l'autoestima dels altres. Els més alts en kantisme tenen més probabilitats de veure els altres com a persones, no com un mitjà per aconseguir un fi. Els que tinguin una alta puntuació de fe en la humanitat són més propensos a creure que els altres són fonamentalment bons.
Quan es comparen individus que fan proves de tríada fosca i tríada lluminosa, la persona mitjana tenia més probabilitats de mostrar trets de tríada lluminosa. Aquesta prova no és una inversió de les proves de la tríada fosca, ja que Kaufman es va centrar en el desenvolupament de característiques que eren conceptualment oposades a la tríada fosca. Es va desenvolupar una mesura fiable dels trets de la tríada lluminosa i es va demostrar que no són simplement el contrari dels trets del model «Gran Cinc» i HEXACO de la tríada fosca. La tríada lluminosa prediu resultats positius i negatius pel que fa als trets de personalitat d'amabilitat i honestedat-humilitat, i amplia la comprensió de la tríada fosca com un anàleg contrastant útil.
Els individus que puntuen alt en trets de la tríada lluminosa també informen nivells més alts de religiositat, espiritualitat, satisfacció amb la vida, acceptació dels altres, creença que ells i els altres són bons, compassió, empatia, autoestima, autenticitat, sentit d'un mateix, entusiasme positiu, tenir un ego tranquil, obertura a l'experiència i consciència. A més, els que puntuen més a l'escala de la tríada lluminosa són intel·lectualment curiosos, segurs en els seus vincles amb els altres i més tolerants amb altres perspectives. Aquests individus solen tenir menys motius per a l'assoliment i la millora personal (tot i que la tríada lluminosa estava relacionada positivament amb la productivitat i la competència). En contrast amb les fortaleses del caràcter de la tríada fosca, la tríada lluminosa no estava correlacionada amb la valentia o l'assertivitat. La manca d'aquestes característiques pot ser problemàtica per a les persones que intenten assolir objectius més difícils i que s'autorealitzin completament.

### Atles de personalitat, emoció i comportament
Atles de personalitat, emoció i comportament és un catàleg de 20.500 paraules descriptives de la personalitat, l'emoció i el comportament. Les paraules del catàleg es van puntuar segons una taxonomia de matriu bidimensional amb dimensions ortogonals d'afiliació i domini.

Triada fosca

Els adjectius que representen els patrons de comportament descrits per la tríada fosca es van puntuar segons l'atles i es van visualitzar mitjançant diagrames de densitat del nucli en dues dimensions. L'atles delimita clarament els tres components de la Tríada Fosca, el narcisisme (verd), el maquiavel·lisme (blau) i la psicopatia (vermell).

## Història
L'any 1998, McHoskey, Worzel i Szyarto van provocar una polèmica en afirmar que el narcisisme, el maquiavel·lisme i la psicopatia són més o menys intercanviables en mostres normals. Delroy L. Paulhus i McHoskey van debatre aquestes perspectives en una conferència posterior de l'Associació Americana de Psicologia, inspirant un conjunt d'investigacions que continua creixent en la literatura publicada. Paulhus i Williams van trobar prou diferències de comportament, personalitat i cognitives entre els trets per suggerir que eren construccions diferents; tanmateix, van concloure que es necessitaven més investigacions per dilucidar com i per què es superposen.